# Schkariwka
Schkariwka (ukrainisch Шкарівка; russisch Шкаровка Schkarowka) ist ein Dorf im Süden der ukrainischen Oblast Kiew mit etwa 2300 Einwohnern (2001).

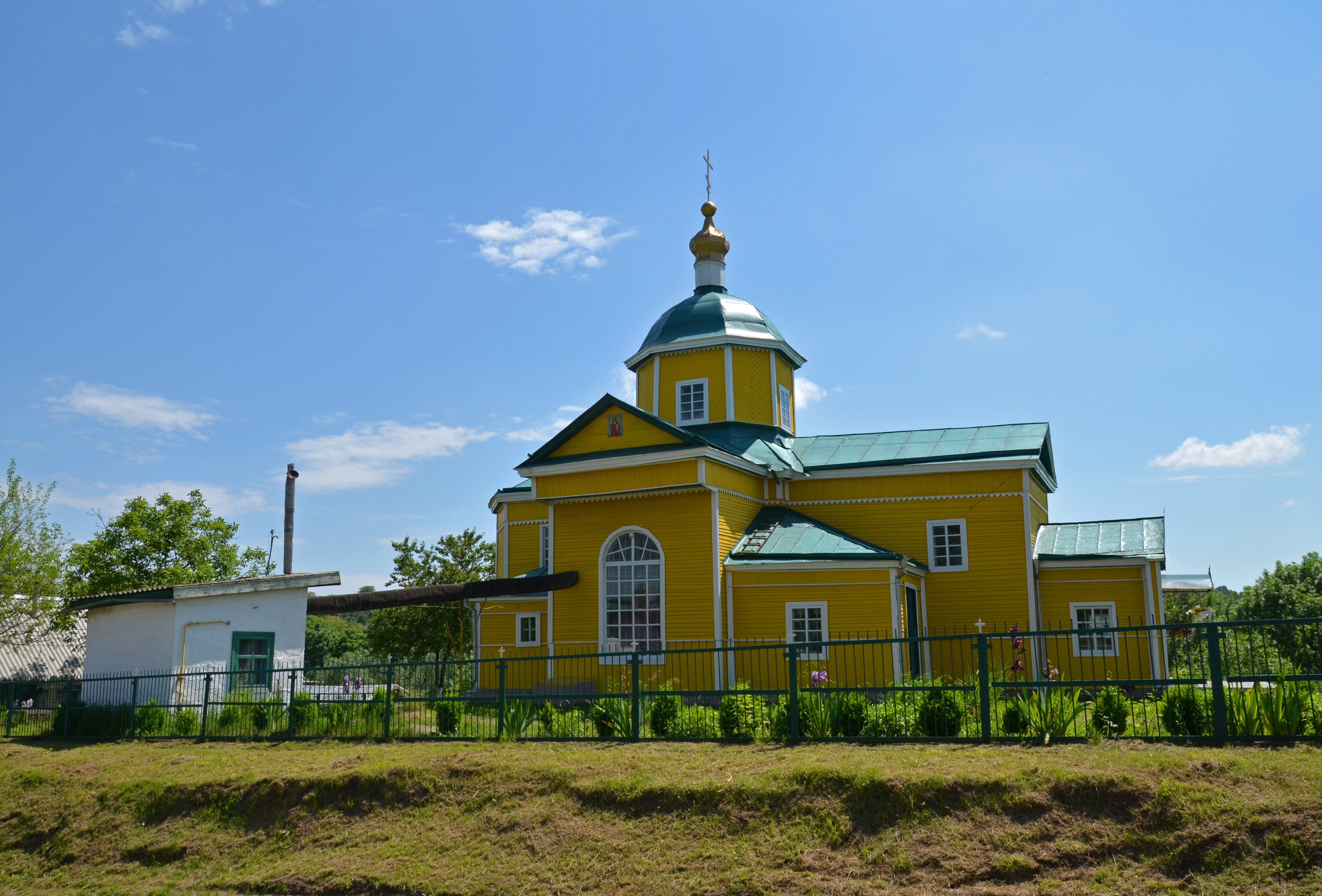
Sankt-Duchiwskyj-Kirche aus dem 18. Jahrhundert

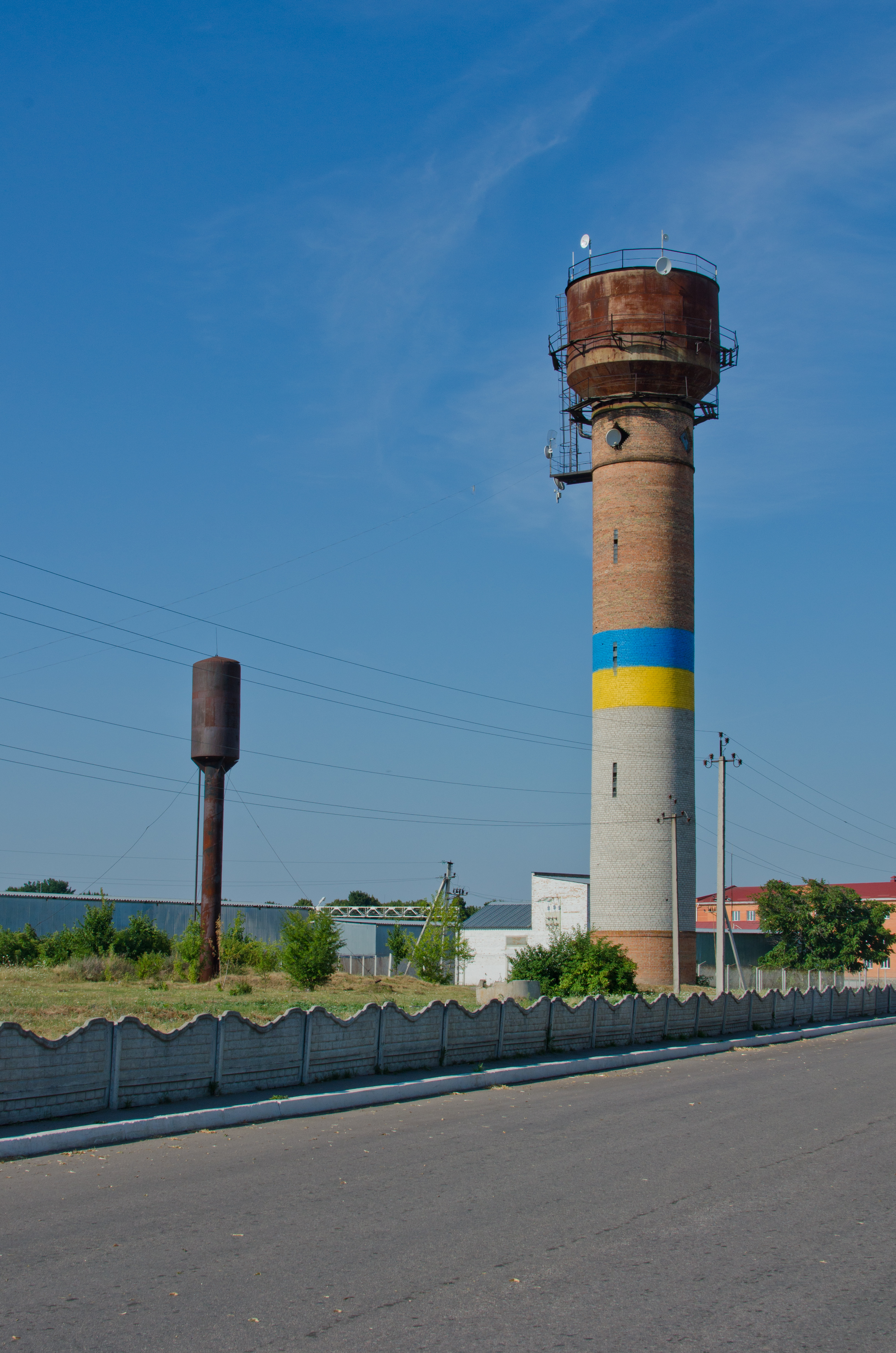
Wasserturm in Schkariwka

In dem im 15. Jahrhundert gegründeten Dorf befindet sich die hölzerne Sankt-Duchiwskyj-Kirche (Свято-Духівський храм) aus dem 18. Jahrhundert.
Das Dorf zählte 1973 2354 und 1989 2381 Einwohner.
Die Ortschaft liegt am Ufer des Ros, einem 346 km langen, rechten Nebenfluss des Dnepr, 9 km südlich vom Rajonzentrum Bila Zerkwa und etwa 100 km südlich vom Oblastzentrum Kiew. Durch das Dorf verläuft die Regionalstraße P–04, die südöstlich vom Dorf auf die Fernstraße M 05/ E 95 trifft.
Am 12. Juni 2020 wurde das Dorf ein Teil der neugegründeten Stadtgemeinde Bila Zerkwa, bis dahin bildete es die gleichnamige Landratsgemeinde Schkariwka (Шкарівська сільська рада/Schkariwska silska rada) im Zentrum des Rajons Bila Zerkwa.

## Söhne und Töchter der Ortschaft
- Anton Sereda (Антон Хомич Середа; 1890–1961), ukrainisch-sowjetischer Grafiker und Kulturaktivist